# Ludwig Aschoff
Karl Albert Ludwig Aschoff (10 de enero de 1866 - 24 de junio de 1942) fue un médico y patólogo alemán, cuyo trabajo fue fundamental en el campo de la patología de las enfermedades reumáticas.

## Biografía
Estudió en Bonn, Estrasburgo y Gotinga, y se graduó en la Universidad de Bonn en 1889. Fue conferido como doctor en medicina en 1889; en 1894 fue habilitado para anatomía patológica y se convirtió en primer ayudante en el Instituto de patología de Gotinga con Friedrich Daniel von Recklinghausen (1833-1910).Fue profesor de patología en Marburg 1903 y desde 1906 fue profesor en Freiburg im Bresgau, donde pasó el resto de su carrera, retirándose en 1936. En Friburgo estableció un instituto de patología referente docente.

## Epónimos relacionados
- Células de Aschoff
- Órgano de Aschoff
- Cuerpos Aschoff-Geipel
- Reinfección de Puhl
- Senos de Rokitansky-Aschoff
- Nodo atrioventricular[2]

## Algunas obras
- Ehrlichs Seitenkettentheorie und ihre Anwendung auf die künstlichen Immunisierungsprozesse. Fischer, Jena, 1902.
- Bericht über die Untersuchungen des Herrn Dr. Tawara, die „Brückenfasern“ betreffend, und Demonstration der zugehörigen mikroskopischen Präparate. Münchn Med Wochenschr 52 (1905) 1904.
- Zur Myokarditisfrage. Verh Dtsch Pathol Ges 8 (1904) 46.
- Die heutige Lehre von den pathologisch-anatomischen Grundlagen der Herzschwäche (con S. Tawara). Jena, 1906.
- Pathologische Anatomie. 1908.
- L. Aschoff und K. Kiyono: Zur Frage der großen Mononucleären. Folia Haem 15:385-390 (1913).
- Das Reticuloendotheliale System. Erg Inn Med Kinderheilk 26 (1924) pp. 1-117.
- Medizin und Mission im Fernen Osten. Berlín, 1926.

## Literatura
- Ludwig Aschoff. Ludwig Aschoff. Ein Gelehrtenleben in Briefen an die Familie. Friburgo: Schulz 1966.
- Franz Büchner. Gedenkrede auf Ludwig Aschoff : Geh. am 5. Dez. 1943 bei der Gedenkfeier d. Univ. Freiburg i. Br. Friburgo de Brisgovia: Alber 1946.
- Dhom, Georg. Ludwig Aschoff. In: Geschichte der Histopathologie. Berlin/Heidelberg/New York: Springer-Verlag, 2001, S. 391–394 (online). ISBN 3-540-67490-X.
- Freiburg und die japanische Medizin: Reiseberichte von Ludwig Aschoff, Theodor Axenfeld, Franz Büchner. Friburgo de Brisgovia: Falk-Foundation, 1986.
- W. Koch. Ludwig Aschoff. Münchner Med Wochenschrift Nr. 73 (1926), pp. 753.
- C. R. Prüll. Pathologie und Politik - Ludwig Aschoff (1866-1942) und der deutsche Weg ins Dritte Reich. History and Philosophy of the Life Sciences, n.º 19 (1997), pp. 331-68.
- M. B. Schmidt. Ludwig Aschoff. Zentralblatt für allgemeine Pathologie und pathologische Anatomie, Nr. 80 (1943), S. 1.
- Reichshandbuch der Deutschen Gesellschaft - Das Handbuch der Persönlichkeiten in Wort und Bild, Erster Band, Deutscher Wirtschaftsverlag, Berlín, 1930, p. 40, ISBN 3-598-30664-4.
- Eberhard J. Wormer: Syndrome der Kardiologie und ihre Schöpfer. Múnich, 1989, pp. 7-16.